# Вертхейм, Джон
Льюис Джон Вертхейм (англ. Lewis Jon Wertheim; род. 11 ноября 1970, Блумингтон, Индиана, США) — американский спортивный журналист, аналитик и писатель. Один из самых авторитетных спортивных журналистов США.

## Биография
Родился 11 ноября 1970 году в Блумингтоне.
С 1996 года —  обозреватель Sports Illustrated. Его тематика — теннис, НБА, спортивный бизнес и смешанные единоборства. 
Автор книги Strokes of Genius: Federer, Nadal, and the Greatest Match Ever Played, посвящённой финальному матчу Уимблдонского турнира 2008 года между Роджером Федерором и Рафаэлем Надалем и соавтор  (вместе с Тоби Московицем) книги Scorecasting: The Hidden Influences Behind How Sports Are Played and Games Are Won, широкомасштабного статистического анализа распространённых заблуждений в американских видах спорта.
Имеет звание бакалавра Йельского университета (1993) и степень права Университета Пенсильвании (1997). 
Вертхейм живёт в Нью-Йорке со своей женой Элли и двумя детьми.